# Burjátföld
Burjátföld vagy a Burját Köztársaság (oroszul Бурятия, burjátul Буряад Улас) az Oroszországi Föderációhoz tartozó köztársaság Szibériában. Fővárosa Ulan-Ude. 2010-ben népessége 972 021 fő volt. Területe 351 300 km².
Délen Mongóliával, keleten a Bajkálontúli határterülettel, északon és nyugaton pedig az Irkutszki területtel és Tuvával határos. Burjátföldhöz tartozik a Bajkál-tó nagy része.
2000-től a Szibériai szövetségi körzethez tartozott. Vlagyimir Putyin 2018. november 3-ai elnöki rendelete a besorolást megváltoztatta és Burjátföldet a Távol-keleti szövetségi körzethez csatolta.

## Látnivalók
- Bajkál-tó

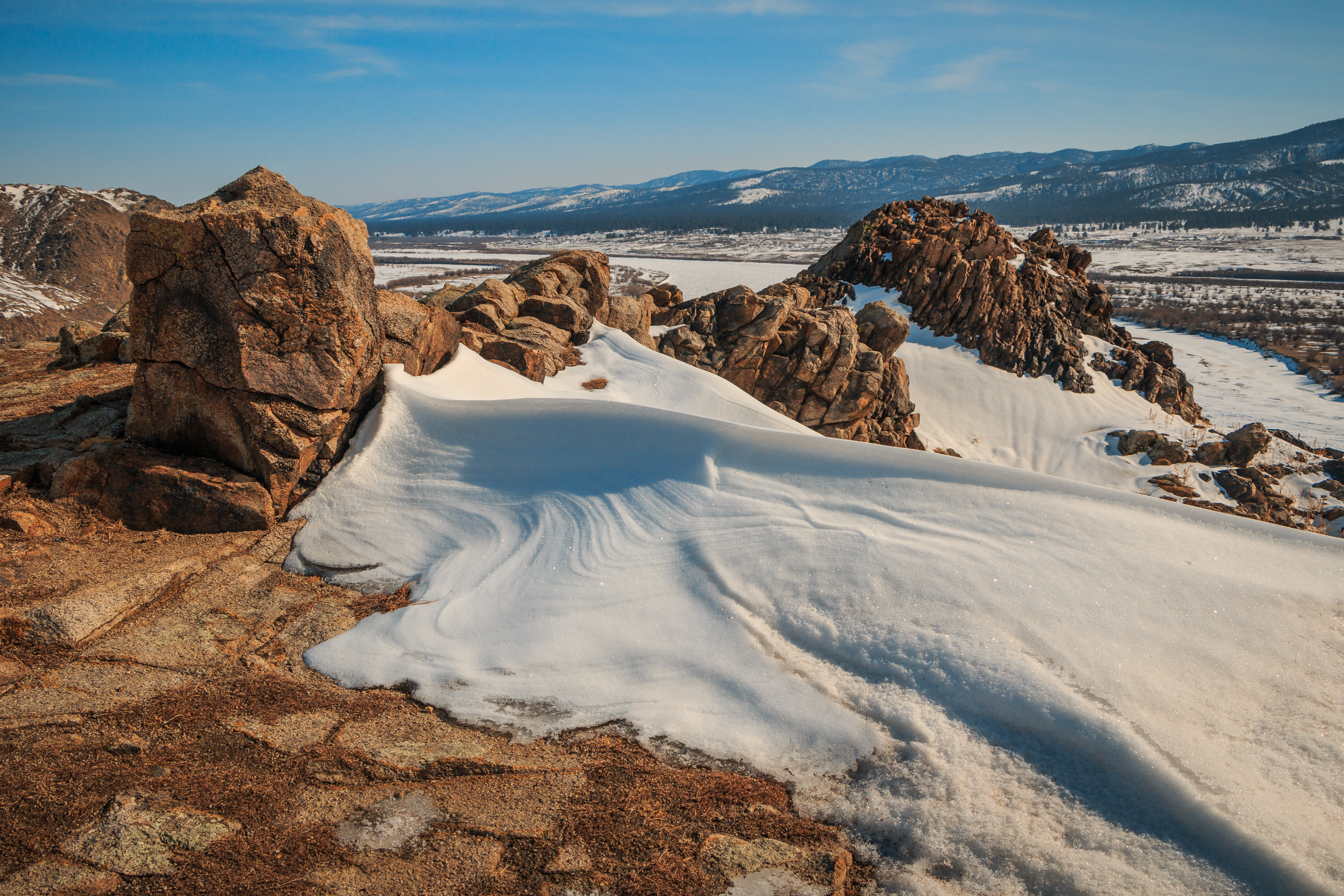
Az Anglicsanka-sziklák Természetvédelmi terület

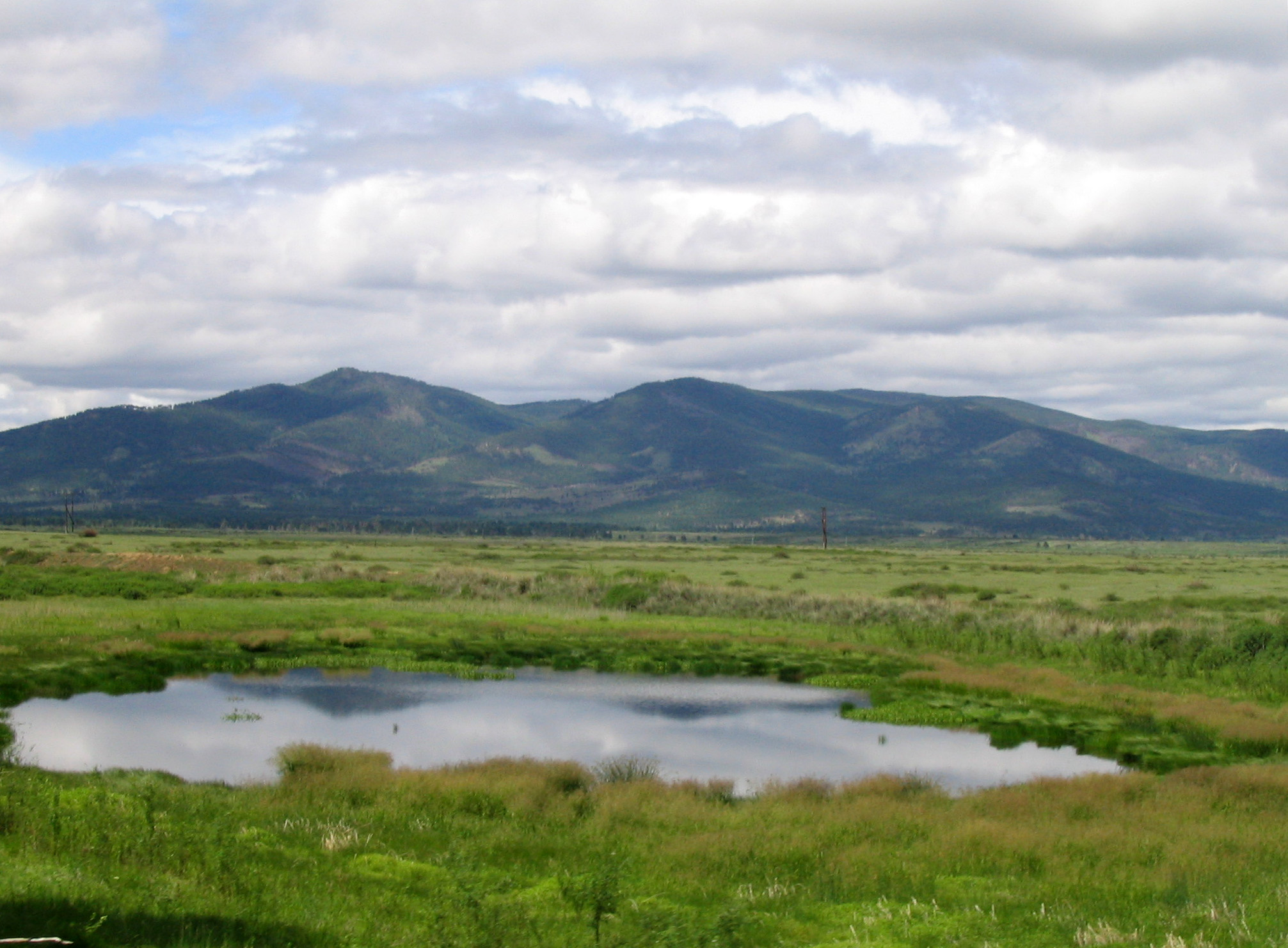
Burjátföldi táj

- Ivolginszki Dacan Buddhista kolostor, és "szerzetes egyetem"
- Bajkálon-túli Nemzeti Park (Zabajkalszkij Nacionalnij Park, Забайкальский Национальный парк)

## Népesség

### Nemzetiségi megoszlás
| Nemzetiségek | 1926            | 1939            | 1959            | 1970            | 1979          | 1989            | 2002            | 2010            |
| ------------ | --------------- | --------------- | --------------- | --------------- | ------------- | --------------- | --------------- | --------------- |
| burjátok     | 214 957 (43,8%) | 116 382 (21,3%) | 135 798 (20,2%) | 178 660 (22%)   | 206 860 (23%) | 249 525 (24%)   | 272 910 (27,8%) | 286 839 (30%)   |
| oroszok      | 258 796 (52,7%) | 393 057 (72%)   | 502 568 (74,6%) | 596 960 (73,5%) | 647 785 (72%) | 726 165 (69,9%) | 665 512 (67,8%) | 630 783 (66,1%) |
| tatárok      | 3 092 (0,6%)    | 3 840 (0,7%)    | 8 058 (1,2%)    | 9 991 (1,2%)    | 10 290 (1,1%) | 10 496 (1%)     | 8 189 (0,8%)    | 6 813 (0,7%)    |
| ukránok      | 1 982 (0,4%)    | 13 392 (2,5%)   | 10 183 (1,5%)   | 10 769 (1,3%)   | 15 290 (1,7%) | 22 868 (2,2%)   | 9 585 (1%)      | 5 654 (0,6%)    |
| evenkek      | 2 808 (0,6%)    | 1 818 (0,3%)    | 1 335 (0,2%)    | 1 685 (0,2%)    | 1 543 (0,2%)  | 1 679 (0,2%)    | 2 334 (0,2%)    | 2 974 (0,3%)    |

A szojotokat a 2002-es népszámlálás óta tüntetik fel külön népcsoportként. Korábban a burjátokkal együtt szerepeltek a kimutatásokban. Számuk 2002-ben 2 739, 2010-ben pedig 3 579 fő.

### Települések

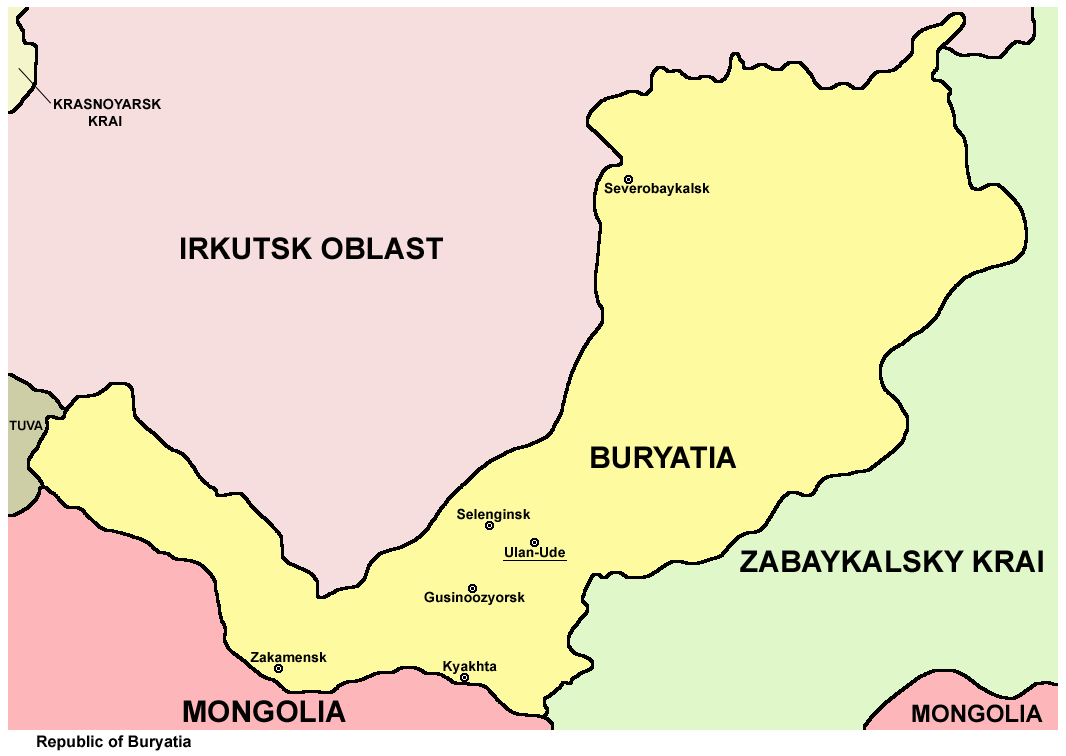

Burjátföldön (a 2010. évi népszámláláskor) 6 város, 14 városi jellegű település és 613 falusi település található, mely utóbbiak közül 4 lakatlan. A városi jellegű települések száma 1987-ben még 34 volt, a Szovjetunió megszűnése óta azonban sokuk elvesztette e címét és faluvá alakult, Oroszország más területeihez hasonlóan.
A 2010. évi népszámlálás adatai szerint Burjátföldön 58% a városi (városokban vagy városi jellegű településeken élő) népesség aránya. A legnagyobb falu népessége közel 10 ezer fő, és összesen 21-é éri el a háromezret, melyek együttesen a köztársaság lakosainak 12%-a számára nyújtanak otthont. A településhálózat döntő részét azonban a legfeljebb néhány száz lakosú aprófalvak alkotják.
A városok a következők (2010. évi népességgel):
- Ulan-Ude (404 426)
- Szeverobajkalszk (24 929)
- Guszinoozjorszk (24 582)
- Kjahta (20 024)
- Zakamenszk (11 524)
- Babuskin (4831)

## Politikai vezetői
Burjátföld elnöke:
- Leonyid Vasziljevics Potapov: 1994. július 1. – 2007. július 9.
- Vjacseszlav Vlagyimirovics Nagovicin: 2007. július 10. – 2012. május 11.

Miután a Burjátföld elnöke címet eltörölték, Burjátföld vezetője (glava):
- Vjacseszlav Vlagyimirovics Nagovicin: 2012. május 12. – 2017. február 7., ekkor lemondott hivataláról.
- Alekszej Szambujevics Cigyenov: 2017. február 7-étől ideiglenes jelleggel mb. vezető, majd öt év időtartamra szóló megválasztása után, 2017. szeptember 22-étől: Burjátföld vezetője (glava).[12][13]

## Közigazgatás és önkormányzatok
Burjátföld (a 2010. évi népszámláláskor) közigazgatási szempontból 21 járásra oszlik, ezen kívül 2 város (Ulan-Ude, a köztársaság fővárosa és Szeverobajkalszk) köztársasági alárendeltségű, vagyis egyik járáshoz sem tartozik.
Az önkormányzatok területi beosztása lényegében megegyezik a közigazgatási felosztással. Minden járásban járási önkormányzat működik, ezekhez pedig összesen 18 városi és 255 falusi község tartozik a helyi szinten. A két kiemelt város nincs alárendelve egyik járási önkormányzatnak sem, hanem városi körzetként egyaránt gyakorolják a járási és a községi hatásköröket.
A járások és székhelyeik:
- Bajkálmelléki járás (Turuntajevo)
- Barguzini járás (Barguzin)
- Baunti járás (Bagdarin)
- Bicsurai járás (Bicsura)
- Dzsidai járás (Petropavlovka)
- Észak-bajkáli járás (Nyizsnyeangarsz)
- Horinszki járás (Horinszk)
- Ivolginszki járás (Ivolginszk)
- Jeravnai járás (Szosznovo-Ozerszkoje)
- Kabanszki járás (Kabanszk)
- Kizsingai járás (Kizsinga)
- Kjahtai járás (Kjahta)
- Kurumkani járás (Kurumkan)
- Mujai járás (Takszimo)
- Muhorsibiri járás (Muhorsibir)
- Okai járás (Orlik)
- Szelengai járás (Guszinoozjorszk)
- Tarbagataji járás (Tarbagataj)
- Tunkai járás (Kiren)
- Zaigrajevói járás (Zaigrajevo)
- Zakamenszki járás (Zakamenszk)